# Lac Noquebay
Le lac Noquebay est un lac d'eau douce situé dans la partie nord-est de l'État du Wisconsin aux États-Unis. 
Il a approximativement 3,4 × 3,2 km de large développant une surface de 9,8 km2. Il est alimenté par trois rivières : Upper Inlet Creek, Middle Inlet Creek, et Lower Middle Inlet Creek. Il se déverse dans la branche la plus orientale de la rivière Peshtigo. Un barrage construit en 1929 permet de maintenir le niveau du lac à une altitude moyenne de 200 mètres. 
Le lac est poissonneux et renommé pour ses crapets arlequins.

## Source de la traduction
- (en) Cet article est partiellement ou en totalité issu de l’article de Wikipédia en anglais intitulé « Lake Noquebay » (voir la liste des auteurs).